# Codex Augiensis

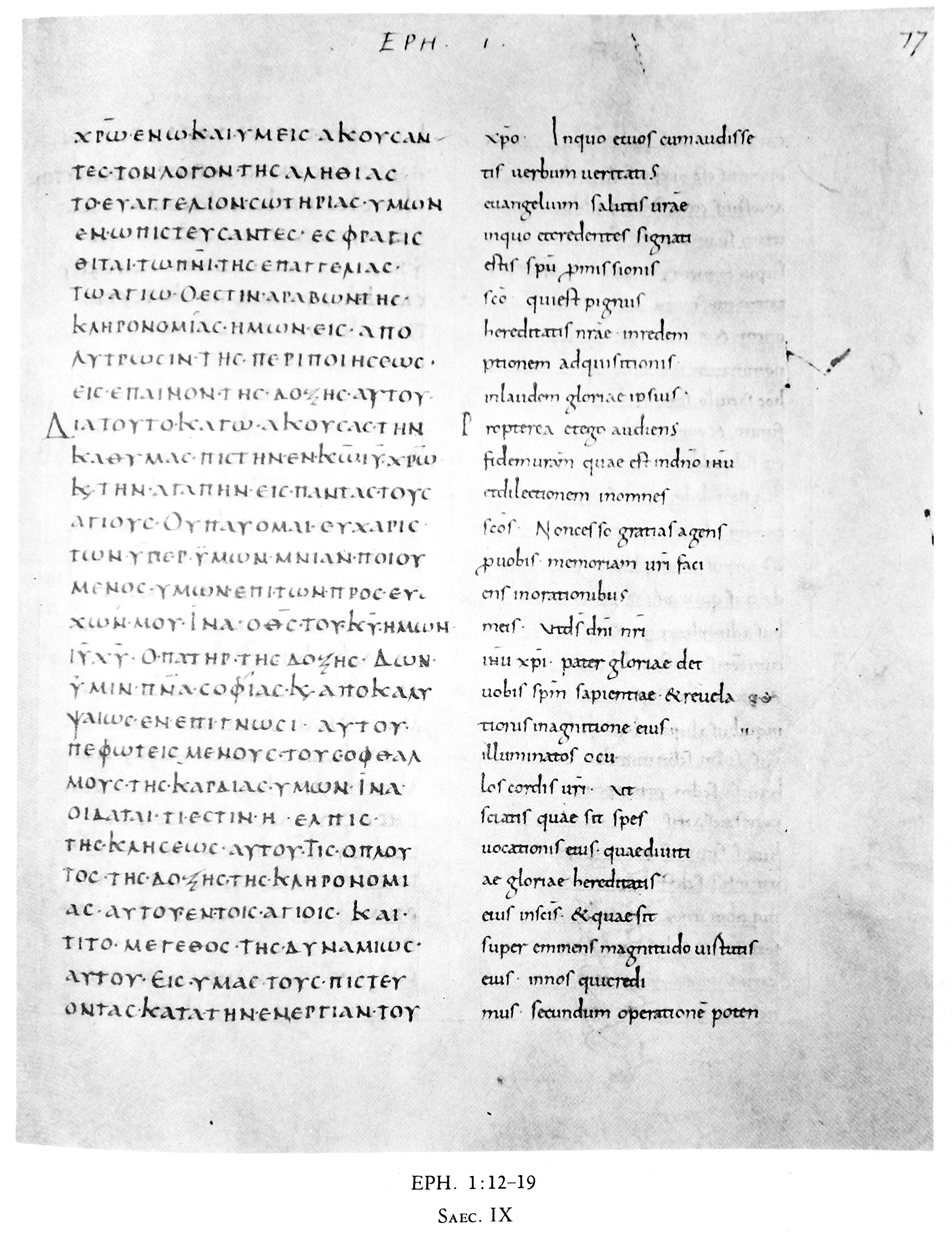
Codex Augiensis

Codex Augiensis, Gregory-Aland č. 010), označovaný obvykle písmenem Fp, je řecký pergamenový kodex pocházející z 9. století. Své jméno má podle kláštera Augia Dives, kde se kodex nacházel. Skládá se z celkem 136 listů. Kodex obsahuje text Listů apoštola Pavla.
Rozměry rukopisu jsou přesně čtvercové o straně 23 x 19 cm.
Kodex je uložen v Trinity College (B. XVII. 1) v Cambridge.

## Viri
- F. H. A. Scrivener, Contributions to the Criticism of the Greek New Testament bring the introduction to an edition of the Codex Augiensis and fifty other Manuscripts, Cambridge 1859.
- K. Tischendorf, Anecdota sacra et profana ex oriente et occidente allata sive notitia, Lipsiae 1861, pp. 209-216.
- W. H. P. Hatch, On the Relationship of Codex Augiensis and Codex Boernerianus of the Pauline Epistles, Harvard Studies in Classical Philology, Vol. 60, 1951, pp. 187–199.